# Coleophora unigenella
Coleophora unigenella is een vlinder uit de familie kokermotten (Coleophoridae). De wetenschappelijke naam is voor het eerst geldig gepubliceerd in 1966 door Svensson.
De soort komt voor in Europa.